# Ferrari 066/7
| Arhitectură motor     | Turbo-Hibrid V6             |
| Capacitate cilindrică | 1600 cm{\displaystyle ^{3}} |
| Maximum RPM           | limitat la 15000            |
| Capacitate baterii    | 4 Mj                        |
| MGU-K                 | 120 kW                      |

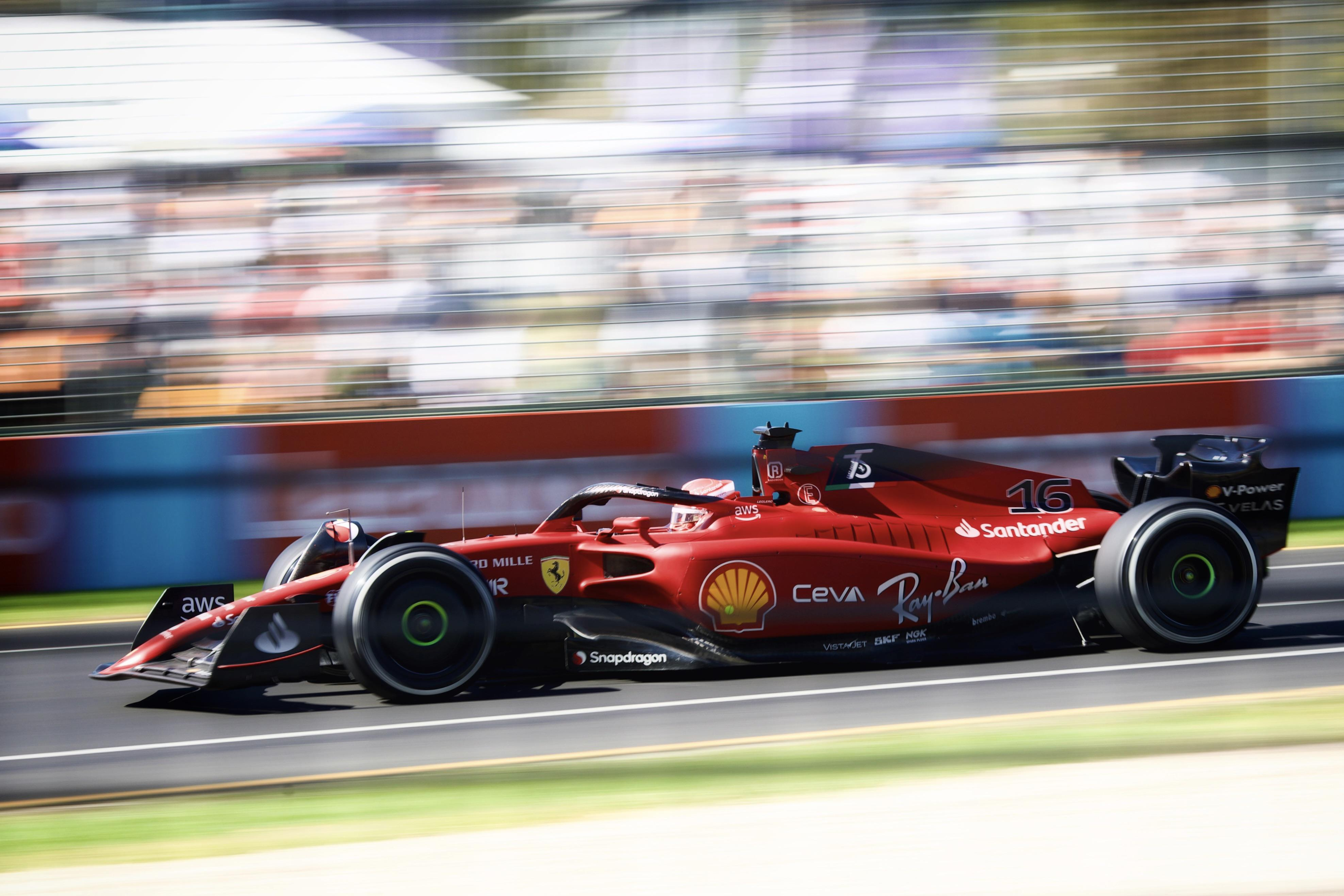
F1-75 pilotat de Charles Leclerc în timpul antrenamentelor din Australia

Ferrari 066/7 a fost motorul creat de Scuderia Ferrari pentru Sezonul de Formula 1 din 2022. Versiunea „Superfast” a fost instalată exclusiv pe șasiul monopostului F1-75 al Scuderiei.
După ce în 2019, Ferrari a fost penalizată din cauza unei încălcări ale regulamentului tehnic al competiției (depășire a normelor de injecție a combustibilului prin păcălirea senzorilor instalați de Federația Internațională de Automobilism), echipa nu a mai fost capabilă să dezvolte un motor suficient de performant, terminând sezonul 2020 pe locul 6, cea mai proastă clasare din 1980 încoace.
După primele 3 etape ale sezonului, motorul Ferrari 066/7 a părut promițător, Ferrari obținând 2 victorii iar toate cele 3 echipe care l-au folosit plasându-se peste motoarele Mercedes și Red Bull Powertrains. Ulterior în sezon, motorul a început să sufere de probleme de fiabilitate iar echipa nu a mai putut ține pasul cu Red Bull în lupta pentru titlu.